# Estação Lázaro Cárdenas
A Estação Lázaro Cárdenas é uma das estações do Metrô da Cidade do México, situada na Cidade do México, entre a Estação Centro Médico e a Estação Chabacano. Administrada pelo Sistema de Transporte Colectivo, faz parte da Linha 9.
Foi inaugurada em 26 de agosto de 1987. Localiza-se no cruzamento do Eixo 3 Sur com o Eixo Central Lázaro Cárdenas. Atende os bairros Obrera, Algarín, Buenos Aires e Doctores, situados na demarcação territorial de Cuauhtémoc. A estação registrou um movimento de 4.574.899 passageiros em 2016.